# Honoré-Armand de Villars
Pour les articles homonymes, voir Villars.
Honoré-Armand, duc de Villars, duc et pair de France, prince de Martigues, Grand d'Espagne, chevalier de la Toison d'or, vicomte de Melun, comte de Rochemiley, marquis de la Melle (Paris, paroisse Saint Roch, le 4 octobre 1702 - Aix-en-Provence le 27 avril 1770), est un militaire français et gouverneur de Provence.

## Biographie
Il est le fils de Claude Louis Hector de Villars, maréchal de France, et de Jeanne-Angélique Rocque de Varengeville, et le petit-fils de Pierre de Villars, lieutenant-général des armées du Roi.
Mestre de camp d'un régiment de cavalerie, brigadier des armées du roi, il sert en Italie en 1733 sous les ordres de son père. C'est lui qui porte au Roi la nouvelle de la prise du château de Milan, lui valant sa promotion au grade de brigadier des armées du Roi.
Il est membre de l'Académie française, où il succède à son père, au fauteuil 18, le 16 août 1734. 
Il est gouverneur général des pays et comté de Provence et de la Tour du Bouc, également à la suite de son père, de 1734 à sa mort.
Au décès de son père, il hérite, avec sa mère, des biens du défunt, notamment le château de Vaux-le-Vicomte ainsi que le grand et le petit hôtel de Villars, à Paris, (aujourd'hui respectivement la mairie du VIIe arrondissement et le collège Paul Claudel-d'Hulst). Lorsque la maréchale vient à son tour à mourir en 1763, il décide de vendre Vaux-le-Vicomte au duc de Praslin et fait transférer les œuvres et souvenirs de son père à ses hôtels parisiens, vendus après sa mort au duc de Brissac.
De sa mère, il hérite, en Normandie, du château de Galleville et son domaine, qu'il vend en 1764.

### La vie en Provence
Résidant en Provence, il est protecteur de l'Académie de Marseille et siège rarement aux séances de l'Académie française. Ami de Voltaire, il est reçu à plusieurs reprises à Ferney. Il était aussi ami de d'Alembert et Duclos.
En 1750, alors gouverneur de Provence, il achète un hôtel particulier à Aix sur l'actuel cours Mirabeau, construit en 1710 par Lois d'Esmivy de Moissac, conseiller à la Cour des Comptes. Cet hôtel est bâti sur une parcelle de prestige, destinée dès 1664 à un « hôtel du gouvernement ». Mais le duc de Vendôme, gouverneur à qui avait été donné le terrain, préféra finalement l'isolement du faubourg des Cordeliers où il fit édifier son fameux pavillon.
La façade a été complétée en 1757, pour le duc de Villars, par Georges Vallon : les quatre colonnes, qui encadrent l'entrée monumentale sont, avec celles de l'Hôtel de Ville et de l'Université, les seules qui font emprise sur l'espace municipal - marque et privilège du gouverneur. L'escalier a une belle rampe qu'ornaient les armes de Villars (volées en 1980). Il s'appelle depuis Hôtel de Villars.
Mais Honoré Armand vit peu à Aix. En tant que représentant de l'autorité royale, Il y est mal accueilli, notamment par le Parlement de Provence.  Honoré Armand réside le plus souvent à Marseille, au château des Aygalades, ou il meurt.

### Libéralités
Par son testament du 27 juin 1765, Honoré Armand, 2e duc de Villars, Pair de France, gouverneur de Provence, lègue à la ville d'Aix-en-Provence une somme importante destinée à la création de plusieurs établissements : une bibliothèque publique, un jardin des plantes, un cabinet d'antiquités et de médailles et une école de dessin. Cette école est aussitôt installée à la Chapelle des Dames, dépendance du Collège Bourbon.
Il lègue également la statue de son père, Louis Hector, maréchal de France et vainqueur de Denain, réalisée par le sculpteur Nicolas Coustou, afin qu'elle décore la salle de la première bibliothèque publique. Enfermée dans le couvent des Bénédictines après la Révolution, la sculpture tombe dans l'oubli jusqu'en 1812, date à laquelle elle est placée en haut du grand escalier de l'Hôtel de ville.

## Distinctions
- Grand d'Espagne
- Chevalier de la Toison d'or

## Mariage et descendance
Il épouse en 1721 Amable Gabrielle de Noailles (18 février 1706 - 16 septembre 1771), fille d'Adrien Maurice de Noailles, troisième duc de Noailles, lieutenant général des armées du Roi, maréchal de France, ministre d'État, chevalier des ordres du Saint esprit et de la Toison d'or, et de Françoise Charlotte d'Aubigné, elle-même nièce de Madame de Maintenon. 
Saint Simon la décrit comme une femme très jolie et influente à la cour. Assez dévote, elle fut dame du Palais de la Reine (1727), puis dame d'atours (1742) et faisait partie du cercle de la Reine Marie Lesczinska. Dont :
- Amable Angélique de Villars (18 mars 1723 - 16 septembre 1771), mariée en 1744 avec Guy Félix de Pignatelli d'Egmont, comte de Gavre, comte de Braine. fils de Procope Pignatelli, 6è duc de Bisaccia, comte d'Egmont, et de Henriette Julie de Durfort Duras, comtesse de Braine, neveu de Casimir Pignatelli d'Egmont. Amable Angélique passe pour être, en réalité, issue de la relation entre sa mère et Jean Philippe d'Orléans, grand prieur de l'Ordre de Malte et fils naturel légitimé du Régent.  Devenue veuve en 1753, elle se retire chez les religieuses du Calvaire[5]. Ce mariage reste sans postérité.

## Sexualité
Villars reçoit le surnom d'« ami de l'Homme » en raison de son homosexualité notoire. Bachaumont note, dans ses Mémoires (5 mai 1770), qu’« il était taxé d’un vice qu’il avait mis à la mode à la cour, et qui lui avait valu une renommée très étendue, comme on peut le voir dans La Pucelle ». En effet, Voltaire, dans les premières édition de La Pucelle d'Orléans avait accolé son nom à celui du marquis de Thibouville, accusé du même vice, dans les vers suivants :
Tels on a vu Thibouville et Villars, 

Imitateurs du premier des Césars, 

Tout enflammés du feu qui les possède, 

Tête baissée attendre un Nicomède; 

Et seconder, par de fréquents écarts, 

Les vaillants coups de leurs laquais picards.
Casanova raconte dans Histoire de ma Vie : « Examinant son maintien et sa figure, j'ai cru de voir une femme de soixante et dix ans habillée en homme, maigre, décharnée et rendue, qui dans sa jeunesse pouvait avoir été belle. Il avait les joues couperosées couvertes de rouge, les lèvres de carmin, les sourcils de noir, les dents postiches comme les cheveux collés à sa tête avec force pommade à l'ambre et un grand bouquet à sa plus haute boutonnière qui lui arrivait au menton. D'ailleurs très poli, affable et maniéré, tout dans le goût du temps de la Régence. On m'a dit qu'étant jeune il avait aimé les femmes, mais que devenu vieux il avait pris le modeste parti de devenir la femme de trois ou quatre beaux mignons qu'il tenait à son service. Ce duc était gouverneur de Provence »